# Žimarice
Žimarice je naselje u slovenskoj Općini Sodražici. Žimarice se nalazi u pokrajini Dolenjskoj i statističkoj regiji Jugoistočnoj Sloveniji. 

## Stanovništvo
Prema popisu stanovništva iz 2002. godine naselje je imalo 249 stanovnika.